# Tetrastemma wilsoni
Tetrastemma wilsoni är en djurart som tillhör fylumet slemmaskar, och som beskrevs av Ernest F. Coe 1943. Tetrastemma wilsoni ingår i släktet Tetrastemma och familjen Tetrastemmatidae. Inga underarter finns listade i Catalogue of Life.